# Cyathula sphaerocephala
Cyathula sphaerocephala là loài thực vật có hoa thuộc họ Dền. Loài này được Baker mô tả khoa học đầu tiên năm 1883.